# Melbourne Park
Il Melbourne Park è un impianto sportivo di Melbourne, Victoria, Australia. Situato lungo il fiume Yarra nella zona sud est del distretto finanziario, è una parte del complesso di strutture sportive e da intrattenimento che comprende anche il Parco olimpico e il Parco Yarra.
Dal 1988 ospita, tra i mesi di gennaio e febbraio, gli Australian Open di tennis. In passato è stata la casa della squadra di pallacanestro Melbourne Tigers e può essere utilizzato per ospitare anche pattinaggio su ghiaccio, concerti, competizioni di ciclismo su pista, di nuoto e motoristiche.

## Storia
Il complesso è stato costruito nel 1988 appositamente per ospitare gli Australian Open date le ristrette dimensioni del precedente impianto. Noto inizialmente come National Tennis Centre, nel 1996 l'allora governatore dello Stato di Victoria Jeff Kennett decise di chiamarlo Melbourne Park per portare il nome della città ad un pubblico maggiore. La decisione fu presa nonostante le forti opposizioni, ma successivamente è stata poi accettata dalla comunità.

## Descrizione

### Capacità e strutture
Precedentemente, conosciuta come Centre Court, la Rod Laver Arena ha una capacità di 15.000 posti e un tetto mobile. La John Cain Arena, inaugurata nel 2000 e conosciuta come Multi-Purpose Venue durante i XVIII Giochi del Commonwealth del 2006, è il secondo campo per capienza con 10.500 posti ed è dotato di copertura mobile. A questi si aggiunge anche la Margaret Court Arena, l'ex campo centrale.
Adiacente al Melbourne Park si trova il Melbourne Cricket Ground, a cui si collega con numerosi ponti pedonali. Il parco si trova a dieci minuti di camminata dalle stazioni di Richmond e di Jolimont e a cinque minuti di tram dal centro della città.

### Eventi ospitati

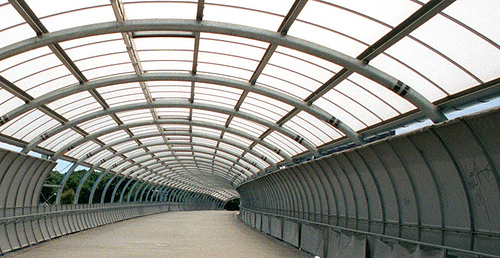
Il collegamento tra il Melbourne Park e il Melbourne Cricket Ground

Noto, soprattutto, come impianto tennistico, ospita anche numerosi altri sport ed eventi musicali durante tutto l'anno.
Data la sua capienza, inferiore solo al Docklands Stadium e al Melbourne Cricket Ground, è stato scelto per ospitare artisti di livello internazionale come, tra gli altri, Kiss, Madonna, Pearl Jam, Kylie Minogue, Cher, Dixie Chicks, Shania Twain, Céline Dion e Neil Diamond.